# Oulaya
Oulaya (arabe : علية), de son vrai nom Beya Bent Béchir Ben Hédi Rahal, née le 4 novembre 1936 à Tunis et morte le 19 mars 1990, est une chanteuse et actrice tunisienne.

## Jeunesse
Troisième enfant d'une famille qui en compte six, elle est adoptée par son oncle qui vit dans une rue de Bab Saadoun. Elle poursuit ses études dans une école de la banlieue sud où elle se distingue par sa voix suave. Le violoniste Ridha Kalaï épouse sa sœur aînée et remarque rapidement la voix de sa belle-sœur alors âgée de 12 ans. En cachette de la plupart des membres de la famille, il lui compose une chanson qu'elle fait enregistrer à Radio Tunis puis lui offre ses premières scènes. Elle se cache alors derrière le pseudonyme de Bent El Manar. Lorsqu'elle est découverte, elle est encouragée par son père, Béchir Rahal, l'un des pionniers du théâtre tunisien, ce qui n'est pas le cas de sa mère qui, pour contrecarrer les velléités artistiques de sa fille, la marie à l’âge de 14 ans, avec un homme du double de son âge, dont elle aura trois enfants.

## Entrée à La Rachidia
Remarquée par des proches du musicien Salah El Mahdi, directeur de la Troupe musicale de la ville de Tunis, elle est invitée au siège de La Rachidia. Son époux compréhensif accède aux revendications de sa jeune épouse et lui permet d'intégrer l'institution où elle reçoit un enseignement musical académique auprès de Khemaïs Tarnane et d'El Mahdi qui la dote de son nom de scène, tiré du nom de la sœur du calife Hâroun ar-Rachîd. Elle chante alors beaucoup de compositions de son mentor Salah El Mahdi ainsi que de divers compositeurs tunisiens (Chedly Anouar, Wannès Kraïem, Hédi Jouini, Ali Chalgham, Abdelhamid Sassi, Kalaï ou encore Boubaker El Mouldi.
Après un passage au sein de la Troupe municipale de musique arabe, elle rejoint la chorale de la radio-télévision et se distingue par sa voix de soprano qui lui permet d'interpréter différents répertoires musicaux. Poètes et paroliers lui composent ses plus beaux succès.
Aux côtés de Naâma, qui connaît aussi une ascension fulgurante, elle domine la chanson tunisienne des années 1960. Qualifiée de Motrobet El Jil par son public, Oulaya remet en question sa notoriété et part sur invitation au Caire.

## Succès arabe
Elle côtoie alors les plus grands chanteurs et musiciens. Passant douze ans au Caire, elle est sollicitée par de nombreux artistes égyptiens qui lui composent des titres. Elle est également décorée par le président Anouar el-Sadate. Durant un mois, elle part se produire dans différentes régions du Maroc et fait la connaissance de plusieurs chanteurs et musiciens locaux. Elle chante aussi au Liban, où elle séjourne durant deux ans à Beyrouth, au Koweït et dans d'autres pays arabes.
Elle se marie en 1981 avec le compositeur égyptien Helmi Bakr qui lui compose quelques-unes de ses plus belles chansons parmi lesquelles Alli Gara qui est sans doute sa chanson la plus connue car reprise par de nombreux artistes contemporains (Assala, Saber Rebaï, Fadel Chaker, etc.). Elle chante également plusieurs tubes tels que Yalli dhalemni, Ebki ya ain, Khalli iqoulou echihem ou Al-hobb Nadhra.
Oulaya apparaît également au théâtre où elle incarne le personnage d'Esmeralda dans la pièce Notre-Dame de Paris de Victor Hugo aux côtés de son père et du comédien Mohamed El Hédi. Cette pièce adaptée en arabe est présentée au Théâtre municipal de Tunis. Au cinéma, elle apparaît aussi dans Une page de notre histoire d'Omar Khlifi, dans Om Abbes (1970) d'Ali Abdelwahab et dans Al Mazika fi khatar réalisé en 1976 par Mahmoud Férid.

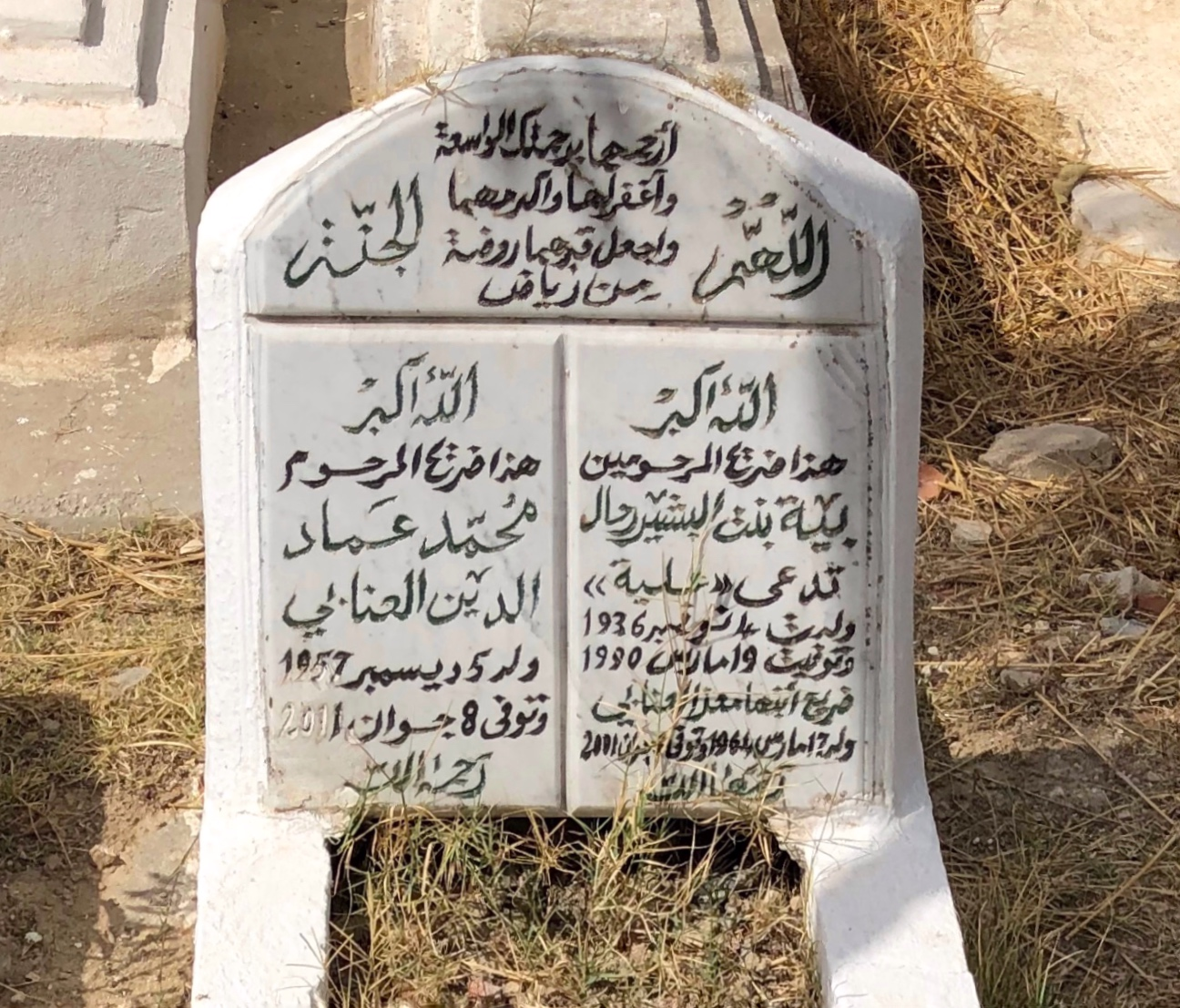
Tombe d'Oulaya au cimetière du Djellaz.

Après une absence de quinze années, elle rentre en Tunisie en 1988 où elle se produit dans divers galas et festivals jusqu'à sa mort subite en 1990 à l'âge de 53 ans. Elle reste l'une des plus célèbres chanteuses tunisiennes du XXe siècle.